# Callitomis syntomoides
Callitomis syntomoides là một loài bướm đêm thuộc phân họ Arctiinae, họ Erebidae.